# Яценко Борис Іванович
Бори́с Іва́нович Яце́нко (3 липня 1933, Ромни — 15 березня 2005) — український науковець, філолог.

## З життєпису
Закінчив Горлівський державний педагогічний інститут іноземних мов за спеціальністю «англійська мова, українська мова та література». Працював після закінчення інституту (1958) в Закарпатській області на вчительській та методичній роботі, а в 90-х роках був науковим працівником Ужгородського відділення Інституту проблем реєстрації інформації НАН України.
Б. Яценко — дослідник-аматор києво-руської (староукраїнської) літератури, зокрема «Слова о полку Ігоревім», «Слова Данила Заточеника», «Слова о погибелі Руської землі», Велесової книги, а також давніх письмен у знахідках археологів. Активний учасник кількох Міжнародних і Всеукраїнських наукових конференцій і конгресів.

## Праці
Опублікував понад 120 наукових праць в українських і зарубіжних виданнях. Серед них:
1. Яценко Б. Велесова книга: Легенди. Міти. Думи. Скрижалі буття українського народу. I тис. до н.д. — I тис.н.д. // Індоєвропа., 1995, кн. 1-4, −320 с.
2. Яценко Б., Яценко В. Велесова книга: духовний заповіт предків. Ритм. пер. укр.. мовою, дослідження та рецензії Б. Яценка; рос. мовою — В. Яценка. — Київ: «Велес», 2004. — 256 с.
3. Яценко Б. І. Слово о полку Ігоревім як історичне джерело. Таємниці давніх письмен. — К.: Вид. центр «Просвіта», 2006. — 508с.

| Володимир Вернадський | Це незавершена стаття про українського науковця. Ви можете допомогти проєкту, виправивши або дописавши її. |